# トゥルカナハコヨコクビガメ
トゥルカナハコヨコクビガメ（Pelusios broadleyi）は、爬虫綱カメ目ヨコクビガメ科ハコヨコクビガメ属に分類されるカメ。別名ブロードレイハコヨコクビガメ。

## 分布
ケニア（トゥルカナ湖南東部、北部＜？＞）固有種
模式標本の産地（模式産地）はトゥルカナ湖南東部（ケニア）。

## 形態
最大甲長15.5センチメートル。背甲はやや扁平で、上から見ると第8-9縁甲板で最も幅広い。第1-5椎甲板には後部が瘤状になる筋状の盛り上がり（キール）がある。第2-4椎甲板は平坦。縁甲板の外縁は尖らない。背甲の色彩は灰褐色で、黒や暗褐色の細かい放射状や虫食い状の斑紋が入る。
腹甲の骨甲板は完全に癒合せず隙間がある。股甲板より後方の横幅が急に狭くなる。左右の肛甲板の間には深い切れ込みが入る。蝶番があまり発達せず、ほとんど折り曲げることはできない。腹甲の色彩は黒や暗褐色で、腹甲中央部に明色部が残る個体もいる。
頭部は大型で、幅広い。額を覆う鱗（額板）は極めて大型。下顎には2本の大型な髭状突起がある。頭部の色彩は褐色で、黄色の細かい虫食い状の斑紋が入る。側頭部から頸部腹面の色彩は淡黄色。頸部背面や四肢、尾の色彩は黄褐色や灰色。
孵化直後の幼体は甲長2.5センチメートル。幼体はキールがより明瞭。腹甲の色彩は淡黄色で、不規則に暗色斑が入る。

## 分類
種小名broadleyiはDonald G. Broadleyへの献名。
以前はアダンソンハコヨコクビガメとされていたが、独立種として記載された。

## 人間との関係
分布が非常に限定的で、生息数が少ない種と考えられている。
ペットとして飼育されることがあり、日本にも輸入されている。ケニアはカメの輸出が厳重に規制されており、加えて本種は保護の対象とされているため世界的にも流通例は少ない。日本には2006年に初めて輸入された。飼育下では魚類用の配合飼料に餌付いた例がある。